# نادي بكسكابا 1912 إلوره
نادي بكسكابا 1912 إلوره هو نادي كرة قدم مجري أٌسس عام 1912. يلعب النادي في Nemzeti Bajnokság II ‏.